# Zhao Yingqi
 (octobre 2018).
Si vous disposez d'ouvrages ou d'articles de référence ou si vous connaissez des sites web de qualité traitant du thème abordé ici, merci de compléter l'article en donnant les références utiles à sa vérifiabilité et en les liant à la section « Notes et références ».
Zhào Yīngqí (? - 113 AÈC) ou Triệu Anh Tề, est le troisième roi de la Nanyue (Nam Việt). Il règne de 125 AÈC à 113 AÈC. C'est le fils de Zhao Mo.